# مجلس المستشارين (اليابان)

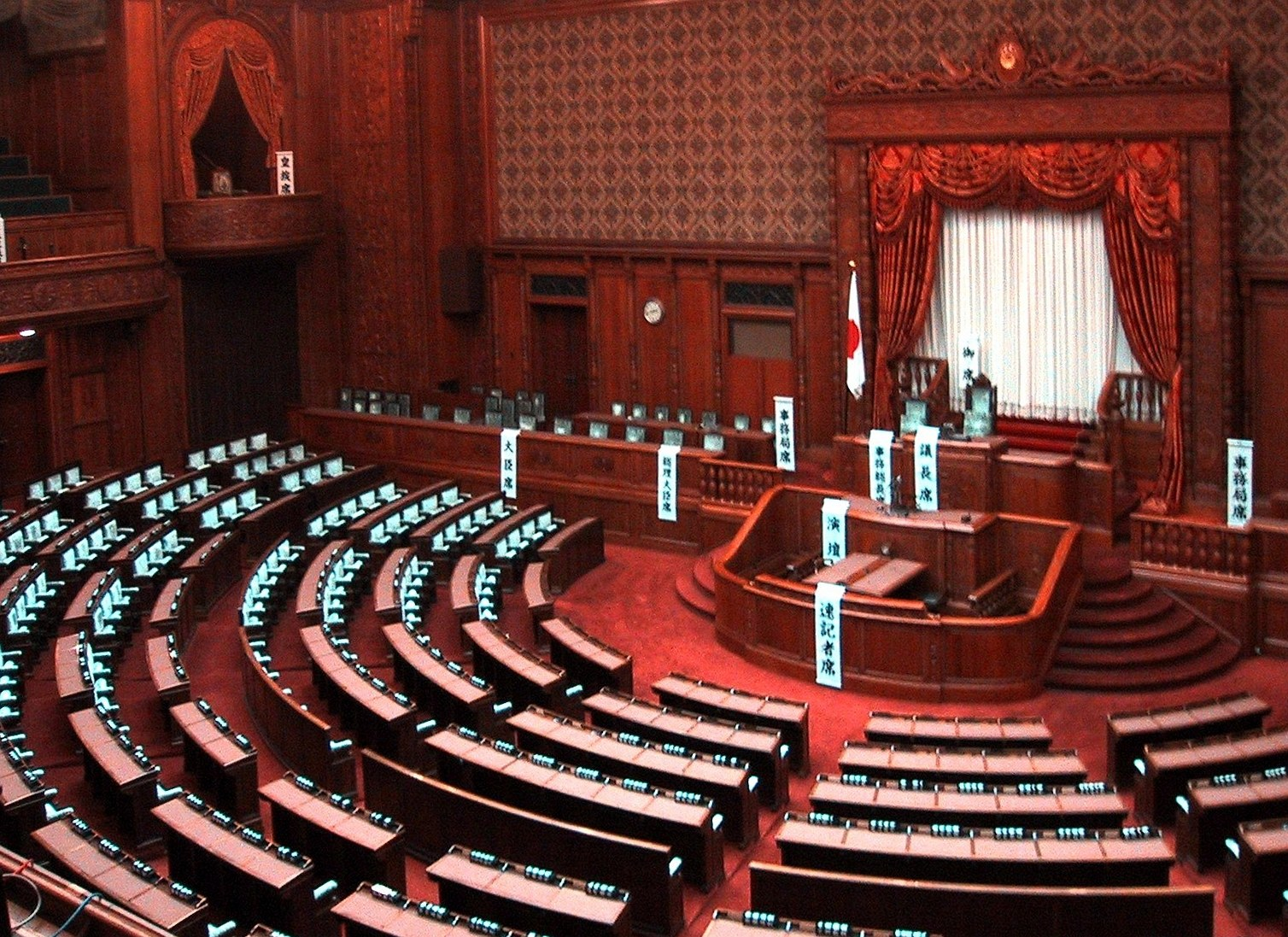
صورة لداخل البرلمان الياباني

مجلس المستشارين في البرلمان الياباني (باليابانية: 参議院 شوغيين) هو مجلس يعتبر بمثابة مجلس الشيوخ الذي يشكل بالترافق مع مجلس النواب مجتمعاً البرلمان الياباني.
هذا المجلس هو خلف لمجلس النظراء الذي كان على شاكلة مجلس اللوردات البريطاني والذي بقي العمل به حتى نهاية الحرب العالمية الثانية.
يمتلك مجلس النواب أفضلية على تمرير القوانين وإن تمت معارضتها في مجلس المستشارين فقط بموافقة ثلثي عضو مجلس النواب، إلا أنه ومع بدء العمل بنظام التمثيل النسبي لمجلس النواب فإن قوة مجلس المستشارين قد زادت في النجاح بمنع تمرير القوانين عندما يفشل مجلس الوزراء بتمرير القانون على ثلثي أعضاء مجلس النواب.
يضم مجلس المستشارين 242 مقعدا، ويتم انتخاب الأعضاء كل ست سنوات (سنتين أطول من فترة مجلس النواب). يجب أن عمر يكون المرشح لمجلس المستشارين أكثر من 30 عاماً (بالمقارنة مع 25 عاماً لمجلس النواب). لا يتم حل مجلس المستشارين إطلاقا على اعتبار أن نصف أعضاءه فقط يتم إعادة انتخابهم عند كل انتخابات (أي 121 عضو). 73 منهم يتم انتخابهم من المحافظات 47 اليابانية و 48 ينتخبون من التمثيل النسبي للائحة الوطنية.

## وصلات خارجية
- * الموقع الرسمي لمجلس المستشارين الياباني.

لم يتم العثور على روابط لمواقع التواصل الاجتماعي.